# CRESST
CRESST (Akronym für Cryogenic Rare Event Search with Superconducting Thermometers, sinngemäß: Tieftemperatur-Suche nach seltenen Ereignissen mittels supraleitenden Thermometern) ist ein europäisches Experiment zur direkten Suche nach Dunkler Materie. Es befindet sich in den Laboratori Nazionali del Gran Sasso (LNGS) in Italien, dem größten Untergrundlabor der Welt. Teilnehmende Institutionen sind das Max-Planck-Institut für Physik (München), die Technische Universität München, die Universität Tübingen, die University of Oxford (Großbritannien), das Institut für Hochenergiephysik HEPHY (Wien), die Comenius-Universität Bratislava (Slowakei) sowie das Istituto Nazionale di Fisica Nucleare (INFN, Italien).

## Detektionsprinzip
CRESST verwendet Tieftemperatur-Kalorimeter, um die Rückstoßenergie von Dunkle-Materie-Teilchen (WIMPs) in einem Absorberkristall bei Temperaturen nahe dem absoluten Nullpunkt (Betriebstemperatur ≈15 mK) nachzuweisen. Durch den Stoß eines WIMPs wird im Kristall Energie deponiert, die zu einer winzigen Temperaturänderung führt. Ein supraleitendes Thermometer wird dabei von der supraleitenden in die normalleitende Phase überführt. Die damit verbundene Widerstandsänderung wird über SQUIDs verstärkt und ausgelesen.
Die Teilchen der Dunklen Materie – sofern sie existieren – interagieren nur äußerst schwach mit gewöhnlicher Materie. Daher sind die erwarteten Raten äußerst gering (ca. 5 bis 10 Ereignisse pro Kilogramm in mehreren Jahren, je nach Modell). Um diese überhaupt messen zu können, müssen sämtliche Untergrundereignisse entweder durch eine Abschirmung unterdrückt werden, oder per Datenanalyse identifizierbar sein. Weiterhin wird versucht, die Detektormasse auf bis zu eine Tonne zu erhöhen.

## Projektphasen

### CRESST I
Die erste Stufe von CRESST verwendete vier 262 g schwere Saphir-Kristalle (Al2O3) als Absorbermaterial. Erste Messungen erfolgten 1999, das erhaltene Limit für den WIMP-Wirkungsquerschnitt wurde 2003 veröffentlicht.

### CRESST II
In der zweiten Ausbaustufe wurden mehrere grundlegende Änderungen vorgenommen:
- Als Absorber wurden 300 g Calciumwolframat-Kristalle (CaWO4) verwendet
- Einführung von Doppeldetektoren zur gleichzeitigen Messung von Rückstoßenergie und Szintillationslicht. Dies erlaubt die Unterscheidung von Photon-/Elektronereignissen und Kernrückstößen
- Einbau einer Halterung für bis zu 33 Doppeldetektormodule samt SQUID-System

Im September 2011 veröffentlichte die CRESST-Kollaboration die Analyse der Messperiode von 2009 bis Anfang 2011. Nach Abzug der bekannten Störsignale ergab sich ein nicht erklärbarer Signalüberschuss, der als Indiz für ein leichtes Dunkle-Materie-Teilchen interpretiert werden kann. Dieses Ergebnis steht im Widerspruch mit Ergebnissen des XENON- und CDMS-Experiments. Da auch die CoGeNT- und DAMA-Kollaborationen Hinweise auf ein leichtes WIMP mit leicht abweichenden Massen und Streuquerschnitten publiziert haben, wird das Ergebnis momentan kontrovers diskutiert.
Seit August 2013 wurden 18 Absorbermodule in den 33 Plätzen verwendet.
In den letzten Monaten (Stand April 2020) wurden neue Module eingebaut und wurde zuletzt mit den Messungen begonnen, als diese wegen der Maßnahmen im Zuge der Corona-Pandemie wieder abgebrochen werden mussten.

### EURECA
Langfristiges Ziel der Astroteilchenphysiker ist der Aufbau eines Detektors mit einer Tonne Detektormasse. Hierzu ist geplant, die bestehenden Experimente CRESST, EDELWEISS und ROSEBUD unter dem Namen EURECA (European Underground Rare Event Calorimeter Array) zusammenzulegen und auszubauen. Standort wird das Laboratoire Souterrain de Modane (LSM) sein.

## Ähnliche Projekte
- CDMS Cryogenic Dark Matter Search
- XENON Dark Matter Project
- WARP
- ROSEBUD
- EDELWEISS